# Go-Momozono
Go-Momozono (後桃園天皇, Go-Momozono-tennō; 5 agosto 1758 – 16 dicembre 1779) è stato il 118º Imperatore del Giappone secondo il tradizionale ordine di successione.

## Biografia
Regnò dal 1771 sino al 1779, anno della sua morte. Il suo nome personale era Hidehito (英仁?, Hidehito) o Hanahito.
Figlio del precedente imperatore Momozono, dalla compagna Konoe Koreko (近衛維子) ebbe Yoshiko (欣子内親王) che sposerà il successivo imperatore Tomohito (兼仁親王) (ovvero Kōkaku), che verrà adottato dallo stesso Go-Momozono e gli succederà alla data della sua morte.